# Flughafen Omsk

i8
i11
i13
Der Flughafen Omsk-Zentralny (russisch Аэропорт Омск-Центральный, IATA-Code: OMS, ICAO-Code: UNOO) ist der internationale Flughafen der Stadt Omsk in Russland.  „Omsk-Zentralny“ gehört zur „OAO Omski Aeroport“ (AG).

## Geschichte
Am Anfang des Jahres 1929 kamen fünf Flugzeuge Fokker C.IV in Omsk an. Der 17. Mai 1929 ist das offizielle Geburtsdatum des Flughafens. Am ersten Werktag nahm der Flughafen zwei Flugzeuge auf. 1931/32 bekam der Flughafen die neuen Flugzeuge R-5, ANT-9, K-5 und Po-2.
Am 15. Mai 1931 wurde der mit den Flugzeugen ANT-9 bediente, zivile Luftverkehr Moskau-Nowosibirsk via Omsk eröffnet. Die Flugzeuge wurden mit komfortabler Kabine für elf Passagiere ausgestattet, wobei der Flug aus der russischen Hauptstadt nach Omsk 14 Stunden dauerte, der Weiterflug nach Nowosibirsk nahm weitere drei Stunden in Anspruch. Im Winter 1931/32 wurden die ersten Flüge von Omsk nach Salechard über Tawda angeboten. Ein Jahr später wurde der lokale Luftverkehr von Omsk – Bolscheretschje – Tara eröffnet.

### Entwicklung ab 1945
Am 15. September 1956 erreichte der erste Linienflug eines sowjetischen Strahlverkehrsflugzeugs den Flughafen von Omsk. Es handelte sich um eine aus Moskau kommende Tupolew Tu-104, die auf der Strecke nach Irkutsk planmäßig eine Zwischenlandung durchführte.
Am 8. Oktober 1958 wurde der zweite Flughafen eröffnet, der aber heute nur für Inlandsflüge genutzt wird. 
Mit Erschließung der Ölvorkommen in Sibirien ab den 1970er Jahren erhielt der Flughafen von Omsk eine große Bedeutung als Knotenpunkt für Anschlussflüge zu den verschiedenen Erdölfeldern in Westsibirien, unter anderem nach Nischnewartowsk. Andere Lagerstätten wurden und werden noch heute ausschließlich mit Hubschraubern wie dem Mil Mi-8 angeflogen.
Seit März 1997 ist der Omsker Flughafen ein internationaler Flughafen.

### Weitere Entwicklung ab 1991 und heutige Situation
Heute arbeitet der Flughafen Omsk mit über 50 Fluggesellschaften zusammen. Das sind S7 Airlines, Aeroflot, Orenair u. a.
Seit Juni 2010 flog die Aircompany Yakutia unter der Marke Yakutia Airlines mehrmals pro Woche Hannover mit einer Boeing 737-700 an. Des Weiteren bot auch Yamal Airlines seit Mai 2010 Direktflüge mit einer Boeing 737-500 auf der gleichen Strecke an. Beide Airlines haben diese Verbindungen mittlerweile wieder eingestellt.

## Zwischenfälle
- Am 11. Oktober 1984 kollidierte eine Tupolew Tu-154B-1 der Aeroflot (Luftfahrzeugkennzeichen CCCP-85243) bei der Landung auf dem Flughafen Omsk um 5:41 Uhr (UTC+7) mit drei auf der Landebahn befindlichen Arbeitsfahrzeugen. Dabei starben 174 der 179 Menschen an Bord sowie vier Insassen der Fahrzeuge. Die Maschine sollte von Krasnodar nach Nowosibirsk über Omsk fliegen. Es war einer der schwersten Flugunfälle Russlands. Einer der Fluglotsen des Kontrollturms war eingeschlafen und hatte daher den Anfluglotsen nicht über die Fahrzeuge informiert (siehe auch Aeroflot-Flug 3352).[4]